# Ладвеняк
45°25′ пн. ш. 15°36′ сх. д. / 45.41° пн. ш. 15.6° сх. д.
Ладвеняк (хорв. Ladvenjak) — населений пункт у Хорватії, у Карловацькій жупанії у складі міста Карловаць.

## Населення
Населення за даними перепису 2011 року становило 382 осіб.
Динаміка чисельності населення поселення: